# 香港再出發大聯盟

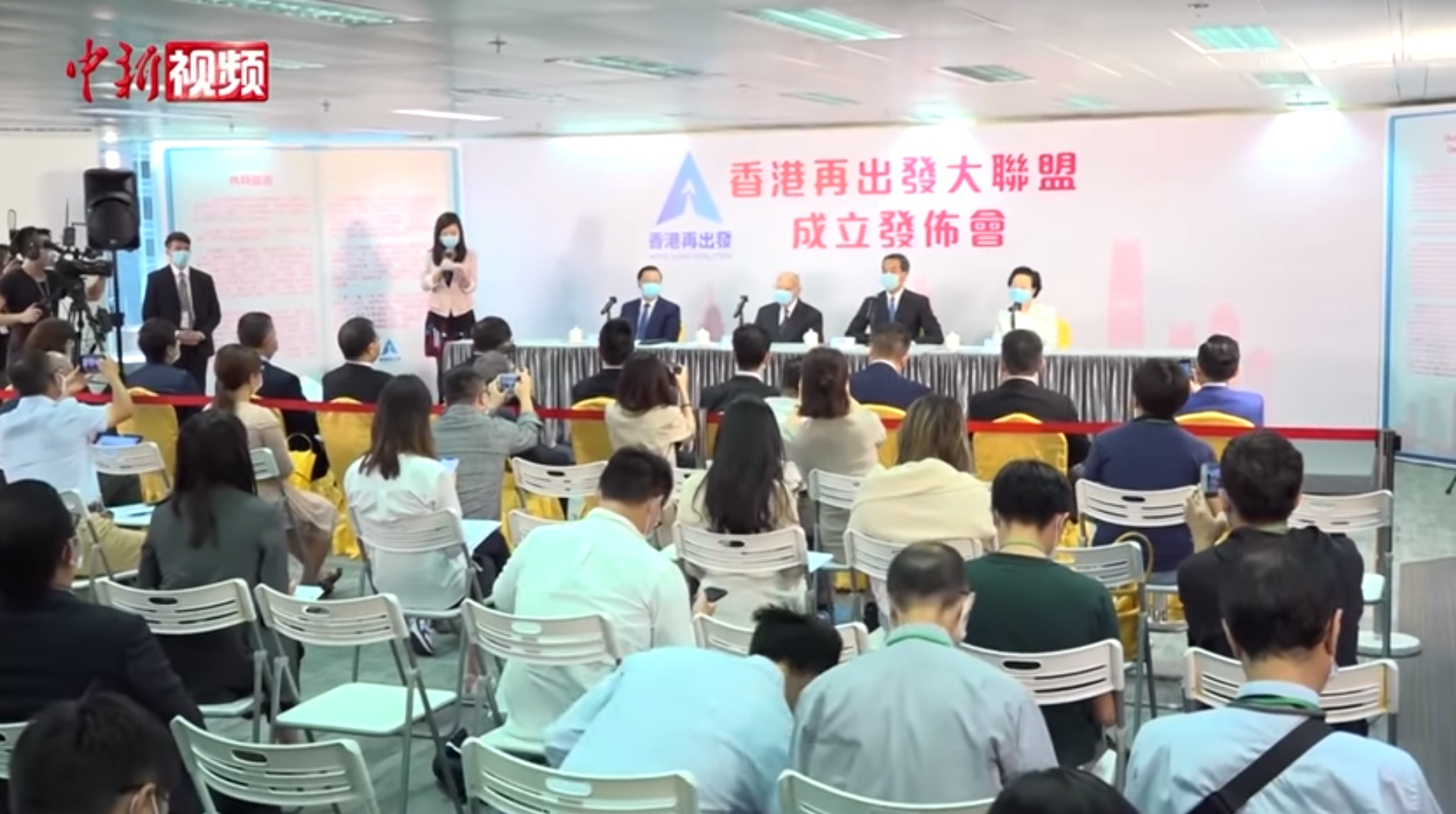
2020年5月5日，香港再出發大联盟正式成立

香港再出發大聯盟（英語：Hong Kong Coalition）是2020年5月5日成立的香港非政府组织，以强调「一國兩制，稳定繁榮香港」為宗旨，由董建華和梁振英兩位前行政長官兼時任全國政協副主席牽頭成立。共同發起人包括李嘉誠與兩名兒子李澤鉅及李澤楷、新地主席郭炳聯、恒基創辦人李兆基、陳德霖、袁國強等。

## 成立背景
在大聯盟籌組時期，有评论指，修例风波及2019冠状病毒病疫情已影响香港繁荣稳定与经济民生，联盟将有助于香港走出困境，实现再出发，亦有評論指，聯盟只是以「團結」、「再出發」等口號為幌子，成立目的旨在為建制派在9月的2020年香港立法會選舉造勢、助選。

## 发展过程

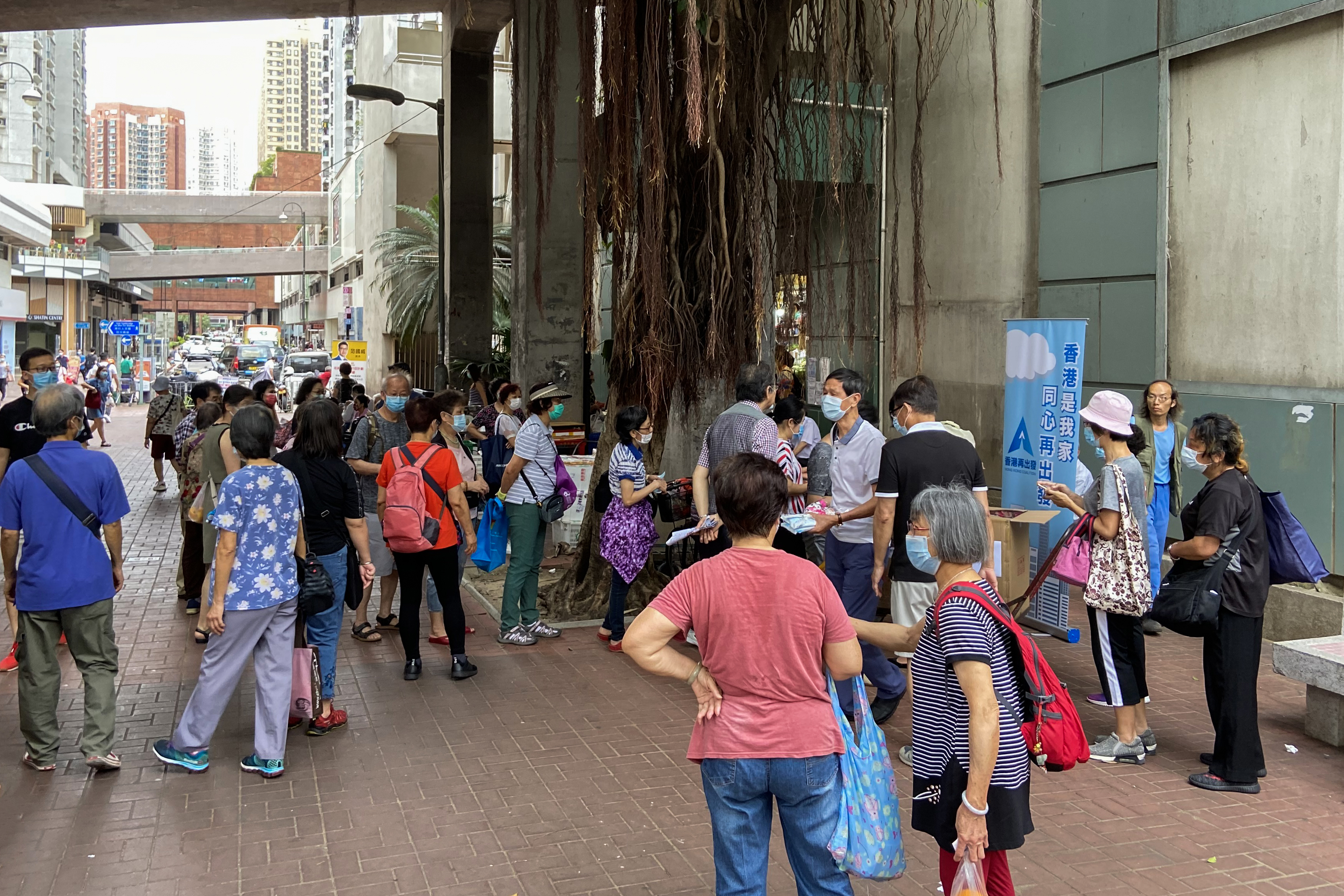
2020年5月9日，大聯盟在全港各區擺設街站派發口罩

2020年3月，有政界传言指，香港特别行政区前行政长官董建华有意发起推动香港再出发的工作，正在为此筹备一个组织。至4月26日，总召集人梁振英、董建华、秘书长谭耀宗向香港传媒介绍大联盟的有关情况，並於
2020年5月5日正式成立。
2020年5月9日，大聯盟在香港各區擺設街站派發口罩。秘書長譚耀宗表示，大聯盟合共準備了400萬個兒童口罩和600萬個成人口罩，希望與市民攜手抗疫。
2020年5月11日，大聯盟在中環舉辦「同心抗疫不裁員」發布會。部分工商界發起人自願承諾在新型肺炎疫情期間不裁員，总共有4000多家在港中資企業響應，涉及至少約10萬名員工，另有近200間港資發起人企業支持。不过，聯盟副秘書長施榮懷指出，雖然企業承諾不裁員，但是會否減薪則要視乎企業個別情況。
2020年5月11日，总召集人董建华和梁振英向共同发起人进行工作汇报，称下一阶段工作将围绕《共同宣言》拟定工作规划及方法，正探讨促经济、保就业、应届生就业等方面问题。
2020年5月27日，香港學生將开始分階段復課，香港再出發大聯盟表示，將向全香港小學派發兒童口罩，與校方齊心抗疫，保障兒童健康。大聯盟指，將會透過全港小學，向有需要的學生提供兒童口罩，預計向每間小學送贈7500個兒童口罩。
2020年6月10日，大聯盟举办香港特区维护国家安全立法座谈会。與會人士认为，国家安全是香港繁荣稳定及市民安居乐业的保障。国安立法体现了中央对国家根本利益的坚决维护，同时更是对香港长远利益的最大关切，对于坚持和完善“一国两制”，推动香港重回正轨、重新出发具有重大深远意义。
2020年6月11日，大联盟发起“促消费 撑经济”行动，向全港商户收集折扣和优惠信息，同時联络了香港主要商场业主，希望他们推出优惠措施吸引顾客消费。大联盟希望借助此次行动促进更多市民消费，同时助力“保就业”，並得到香港不少親中派商會支持。
2020年6月21日早上，大聯盟於上環文化廣場舉行「防毒抗毒再出發」啟動禮，並於全香港18區設街站，向香港市民派發30萬支防疫酒精搓手液、消毒濕紙巾及醫療用口罩的防疫包，呼籲市民繼續做好防疫抗疫工作。

## 組織概況

### 領導成員
- 总召集人：董建华、梁振英（2人）
- 秘書長：譚耀宗
- 副秘書長：譚惠珠、譚錦球、黃英豪、陳振彬、陳勇、施榮懷、張志剛、 吳秋北、蘇長榮、王惠貞、李正儀（11人）

### 共同發起人
香港再出發大聯盟共有1545位共同發起人，包含不同界別的人士。
- 政界：梁锦松、袁国强、张炳良、谭志源、高永文、苏锦梁、吴克俭、陈德霖、黎栋国、邓竟成、曾伟雄、刘怡翔、刘江华、杨伟雄、罗智光及41名建制派第六屆立法會議員。
- 商界：李嘉诚、李泽钜、李泽楷、李兆基、李家诚、李家杰、郭炳联、郭基煇、郑家纯、郑志刚、陈文博、黄志祥、何超凤、胡应湘、林曉輝等人。
- 学界：张翔、段崇智、钱大康、史维、滕锦光、邱逸、张仁良等。
- 演艺界：成龙、汪明荃、莫华伦、黄百鸣、周柏豪、高志森、张明敏等。
- 青年方面，有超过100位在校的大专学生或刚毕业几年的青年人[17]。

### 主題曲
《再出發》（钟镇涛作曲，简嘉明填词，多位青年歌手联合主唱）

## 爭議

### 疑打壓高登音樂台事件
2020年5月，高登音樂台發布片段，指該台 YouTube 頻道被由香港再出發大聯盟投訴至刪除，疑涉及高登音樂台發表作品《再出殯》，揶揄聯盟主題曲《再出發》有關。成員「漏奶」表示完全不明白原因，認為《再出殯》《再出發》是完全兩首不同的歌曲，批評聯盟為政棍，容不下小小的創意。

### 主题曲涉嫌侵犯版權事件
於大聯盟成立當日，聯盟亦發表了由周柏豪、泳兒等歌手合唱的主题曲《再出发》，不過影片違規使用了香港獨立音樂表演場地Hidden Agenda的演出畫面，三度被YouTube下架，最終聯盟刪除有關音樂場地畫面後重新上載。

## 外部連結
- 香港再出發大聯盟 - 官方網站（页面存档备份，存于）
- 香港再出發大聯盟的Facebook專頁